# Echymipera echinista
Echymipera echinista — вид сумчастих ссавців із родини бандикутових.

## Морфологічна характеристика
Наразі знайдено та виміряно лише два екземпляри жіночої статі. У них була довжина тіла 32.8 і 39 см. Одна з тварин мала хвіст довжиною 10 см і вагу 1 кг. Морда у тварин дуже вузька і довга. Через очі проходить темна лінія очей і закінчується біля основи вух. Вуха закруглені і чітко виступають з шерсті. Шерсть щетиниста.

## Ареал
Цей вид відомий лише за двома екземплярами, зібраними в двох місцевостях у стоку річки Флай-Стрікленд в Папуа Новій Гвінеї. Діапазон висот — 0–1000 метрів над рівнем моря. Вид, можливо, обмежується галерейними лісами.

## Спосіб життя
Немає інформації.

## Загрози й охорона
Загрози невідомі. Хижацтво диких собак може становити загрозу для цього виду. Невідомо, чи присутній вид на заповідних територіях.